# Joachim Fischer (Künstler)

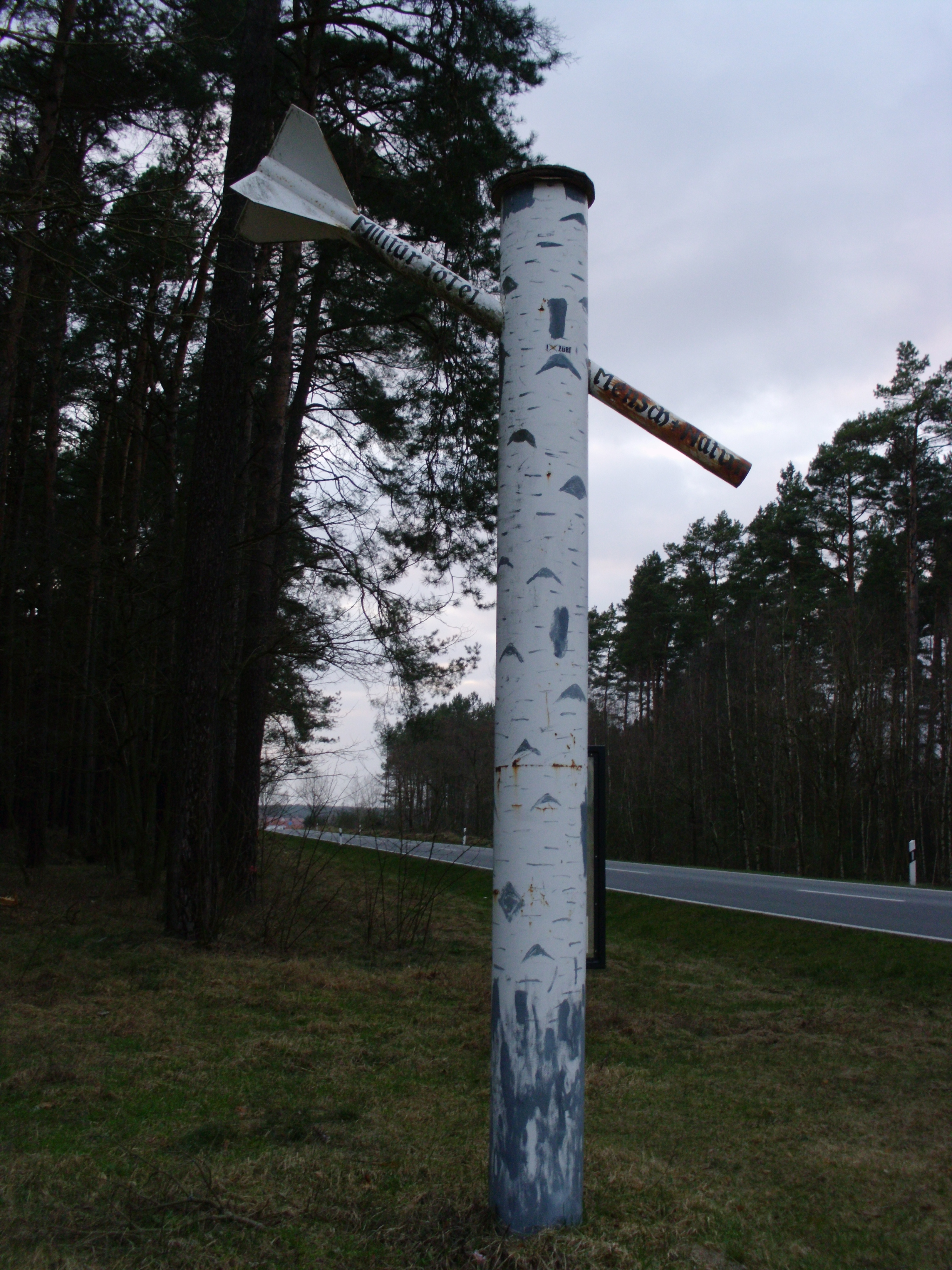
Schweinricher Mahnsäule

Joachim Fischer (* 6. September 1960 in Bremen) ist ein deutscher Aktionskünstler und Autor.

## Biografie
Joachim Fischer wurde am 6. September 1960 in Bremen im Stadtteil Woltmershausen „Pusdorf“ geboren. In den 1980er-Jahren studierte Fischer Chemie und begann zeitgleich mit ersten künstlerischen Arbeiten. Seit 1992 ist er Mitglied in der Deutschen Friedensgesellschaft – Vereinigte KriegsdienstgegnerInnen (DFG-VK). Seine Kunstausstellungen und -aktionen verbindet er mit aktiver friedenspolitischer Tätigkeit, bekannt sind unter anderem Aktionen mit rot-weißem Baustellenband, Kunst aus Müll, „Einkaufszettel – Literatur des Alltags“ oder Bilder aus Verschlussclips. Seit 1999 befinden sich Bilder von Fischer in Bremer Staatsbesitz.  Im Jahre 2001 erfolgte seine Aufnahme im „Wer ist wer in Deutschland?“, im Jahre 2002 erfolgte seine Aufnahme in den Bundesverband Bildender Künstlerinnen und Künstler (BBK). Durch sein Markenzeichen – eine Schottenmütze mit roter Bommel – erhielt er seinen Spitznamen „Bommel-Fischer“.
Darüber hinaus schreibt er Glossen unter dem Titel Bommels Welt. 

## Credo
„Solange die Farben in den Flaschen bleiben, findet kein Treffen und keine Kommunikation statt. Das ist erst in Freiheit möglich. Ohne die Farben aus Flaschen und Tuben zu befreien, gibt es keine farbigen Gemälde. Für mich ist das ein Symbol des menschlichen Zusammenlebens. Nur wenn Menschen in Freiheit sind, können sie einander begegnen und ein wunder bunter Bild der Menschheit gestalten.“

## Arbeiten
- Erklärung von Baustellen zu „Kunst im Öffentlichen Raum“ (Aktionen mit rot-weißem Baustellenband)
- Führungen zum Thema „Baustellen als Kunst im Öffentlichen Raum“ (1995 Bremen, 1996 Berlin, 2001 Sassnitz/Rügen und Oldenburg, 2002 Otterndorf)

- 1995 Installation eines großen Spinnennetzes am Cafe Sand (Bremen)
- 1995 Aktion „Christo genügt der Reichstag, doch Fischer verpackt alles“ (Berlin)
- 1996 Gestaltung von 17 Plakatwänden (Bremen)
- 1997 Bremer Roland verkaufen (Bremen)
- 1998 Mahnsäule für die FREIe HEIDe (SchweinrichBrandenburg)
- 1999 Brocken aufstocken (Harz)
- 1999 Denkmal für Kriegsdienstverweigerer (Bremen)
- 2000 Riesenkreuzworträtsel auf Feuerwachenfassade, Eintrag in Bremissimo, dem Bremer Buch der Rekorde (Bremen)
- 25. April 2001 Aktion zum Tag des Baumes (Bremen)
- 2001 Morsezeichen, Gestaltung eines Tunnels (Bremen-Woltmershausen)
- 2002 Kunst ist: „Brocken bauen, über Brücken gehen“ (St.-Johann-Schule Bremen)
- 2002 Tunnelprojekt Leben = Lieben (Bremen)
- 2002 Wartezeit = Denkzeit (Hauptbahnhof, Emden)
- 2002 Friedenstreppe (Bremen)
- 2003 Friedenstreppe (Bremen-Vegesack)
- 2004 Kunstbaustelle am Weserstrand (Bremen-Woltmershausen)
- 2007 Friedenstreppe (Bremen-Buntentorsteinweg)
- 2011 Installationen aus Schallplatten „Oase der Ruhe“ (Bremen)

### Ausstellungen
Einzelausstellungen
- 1999 Monochrome Readymades (Zentralbibliothek, Bremen)
- 2000 Baustellen sind Kunst im öffentlichen Raum; Fotos (Angestelltenkammer, Bremen)
- 2001 Mein Telefonkabel; Zeichnungen (Deutsche Telekom und Kulturhaus Pusdorf, Bremen)
- 2001 Kunst aus Müll (Villa Ichon, Bremen)
- Einkaufszettel als Literatur des Alltags (Zentralbibliothek, Bremen)
- 2002 Verschlußclip-Art (Galerie Zaubernuß, Otterndorf)
- 2003 Einkaufszettel als Literatur des Alltags (Stadtbibliothek, Cuxhaven)
- 2003 Verschlußclip-Art (Villa Ichon, Bremen)
- 2003 Riesen-Malbuchbilder (Kulturzentrum Schlachthof, Bremen)
- 2003 Bilder aus Baustellenband (Zentralbibliothek, Bremen)
- 2004 Kunst aus Müll (DGB-Haus, Bremen)
- 2004 Einkaufszettel als Literatur des Alltags (Stadtbibliothek, Leer)
- 2004 Baustellen sind Kunst im öffentlichen Raum; Fotos (Kulturzentrum Brodelpott, Walle (Bremen))

Ausstellungsbeteiligungen:
- 2002 „Neue Mitglieder“ des BBK-Bremen
- 2003 Ausstellung zum „Jahr der Bibel“ „Suchen. Und Finden.“, (St. Stephanigemeinde, Bremen)
- 2003 „Wort-Kunst“ Kunstverein Achim (Rathaus, Achim)
- 2004 Kunstverein Achim und Stadt Achim (Rathaus Achim)

### Buch-Veröffentlichungen
- So ist meine Welt. Glossen. Sujet Verlag, Bremen, 2012, ISBN 978-3-933995-91-9
- So ist meine Tierwelt. Glossen. Sujet-Verlag, Bremen, 2013, ISBN 978-3-944201-13-9
- So ist meine Stadt. Bommels Bremen-Buch. Glossen. Sujet-Verlag, Bremen, 2015, ISBN 978-3-944201-50-4